# Arranjo lógico programável

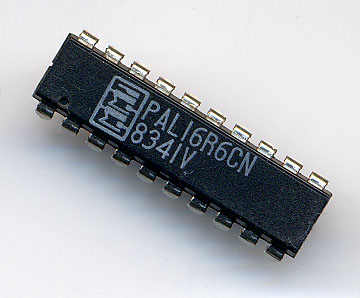
PAL MMI 16R6 em DIP de 20 pinos.

Um arranjo lógico programável, em inglês programmable array logic (sigla PAL), é usada para descrever uma família de dispositivos lógicos programáveis semicondutores usada para implementar funções lógicas em circuitos elétricos, criada pela Monolithic Memories, Inc. (MMI) em meados de 1978.
Dispositivos PAL consistiam de um pequeno núcleo PROM e portas lógicas de saída adicionais usadas para implementar determinadas funções lógicas com poucos componentes.